# アレクサンダル・パロチェヴィッチ
アレクサンダル・パロチェヴィッチ（Александар Палочевић、Aleksandar Paločević、1993年8月22日 - ）は、セルビア・ジラン出身のプロサッカー選手。中国甲級リーグ・南通支雲足球倶楽部所属。ポジションはミッドフィールダー。元セルビア代表。
Kリーグでの登録名はパロセビッチ（ハングル: 팔로세비치）。

## 経歴
OFKベオグラードでユース時代を過ごし、2011年にプロデビュー。
2011年、FKシンジェリッチ・ベオグラードに期限付き移籍。
2012年、FKヴォジュドヴァツに期限付き移籍。
2015年5月27日、FKヴォイヴォディナ・ノヴィ・サドに移籍、2016-2017シーズンにはセルビア・スーペルリーガベストイレブンに選ばれた。
2017年、リーガプロ・FCアロウカに移籍。
2018年7月、プリメイラ・リーガ・CDナシオナルに移籍。
2019年6月、Kリーグ1・浦項スティーラースに期限付き移籍、2020シーズンにはKリーグ1ベストイレブンに選ばれた。
2021年1月18日、FCソウルに完全移籍することが発表された。
2024年1月4日、FCソウルとの契約を延長。
2024年7月26日、古巣のOFKベオグラードに期限付き移籍で復帰。
2025年2月26日、中国の南通支雲足球倶楽部に期限付き移籍。

## タイトル
個人
- セルビア・スーペルリーガベストイレブン： 2016-2017
- Kリーグ1ベストイレブン： 2020